# ISO 639:p
Dies ist die Liste der ISO-639-3-Sprachcodes beginnend mit p.
Index |
a |
b |
c |
d |
e |
f |
g |
h |
i |
j |
k |
l |
m |
n |
o |
p |
q |
r |
s |
t |
u |
v |
w |
x |
y |
z
Abkürzungen werden in der Tabelle wie folgt verwendet:
- Scope: I = individual language (Einzelsprache), M = macrolanguage (Makrosprache), S = Spezialcode
- Type: A = ancient (alte Sprache, ausgestorben in alter Zeit), C = constructed (konstruiert), E = extinct (ausgestorben in jüngerer Zeit), H = historical (historische Sprache, unterschieden von ihrer modernen Sprachform), L = living (lebende Sprache), S = Spezialcode

Zurückgezogene Codes (retired codes) sind in Klammern eingeschlossen.
Die Spalte Sprachenfamilie enthält die Sprachfamilie oder die Makrosprache der jeweiligen Sprache.
Werden Codes hier nicht gefunden, könnten sie auch noch unter ISO-639-2- oder unter ISO-639-5-Codes zu finden sein.
| 639-3 | 639-1 | 639-2B | Sprache                                                 | ISO-Sprachbezeichnung            | Scope/ Type | Sprachenfamilie                                               |
| ----- | ----- | ------ | ------------------------------------------------------- | -------------------------------- | ----------- | ------------------------------------------------------------- |
| pab   |       |        | Parecís                                                 | Parecís                          | I/L         | Arawak-Sprachen                                               |
| pac   |       |        | Pacoh                                                   | Pacoh                            | I/L         | Katu-Sprachen                                                 |
| pad   |       |        | Paumarí                                                 | Paumarí                          | I/L         | Arawá-Sprachen                                                |
| pae   |       |        | Pagibete                                                | Pagibete                         | I/L         | Bantusprachen                                                 |
| paf   |       |        | Paranawát                                               | Paranawát                        | I/E         | Tupí-Guaraní-Sprachen                                         |
| pag   |       | pag    | Pangasinensisch                                         | Pangasinan                       | I/L         | Nord-Luzon-Sprachen                                           |
| pah   |       |        | Tenharim                                                | Tenharim                         | I/L         | Tupí-Guaraní-Sprachen                                         |
| pai   |       |        | Pe                                                      | Pe                               | I/L         | Tarokoide Sprachen                                            |
| (paj) |       |        | Ipeka-Tapuia                                            | Ipeka-Tapuia                     |             | Arawak-Sprachen                                               |
| pak   |       |        | Parakană                                                | Parakană                         | I/L         | Tupí-Guaraní-Sprachen                                         |
| pal   |       | pal    | Mittelpersisch, Pahlavi                                 | Pahlavi                          | I/A         | Iranische Sprachen                                            |
| pam   |       | pam    | Kapampangan                                             | Pampanga                         | I/L         | Zentral-Luzon-Sprachen                                        |
| pan   | pa    | pan    | Panjabi, Pandschabisch                                  | Panjabi; Punjabi                 | I/L         | Indoarische Sprachen                                          |
| pao   |       |        | Nördliches Paiute                                       | Paiute, Northern                 | I/L         | Numic-Sprachen                                                |
| pap   |       | pap    | Papiamentu                                              | Papiamento                       | I/L         | Portugiesischbasierte Kreolsprachen                           |
| paq   |       |        | Parya                                                   | Parya                            | I/L         | Hindi-Sprachen                                                |
| par   |       |        | Timbisha                                                | Panamint                         | I/L         | Numic-Sprachen                                                |
| pas   |       |        | Papasena                                                | Papasena                         | I/L         | Geelvink-Bay-Sprachen                                         |
| pat   |       |        | Papitalai                                               | Papitalai                        | I/L         | Ozeanische Sprachen                                           |
| pau   |       | pau    | Palauisch                                               | Palauan                          | I/L         | Austronesische Sprachen                                       |
| pav   |       |        | Pakaásnovos                                             | Pakaásnovos                      | I/L         | Chapacura-Wanham                                              |
| paw   |       |        | Pawnee                                                  | Pawnee                           | I/L         | Caddo-Sprachen                                                |
| pax   |       |        | Pankararé                                               | Pankararé                        | I/E         | Unklassifizierte Sprache                                      |
| pay   |       |        | Pech                                                    | Pech                             | I/L         | Chibcha-Sprachen                                              |
| paz   |       |        | Pankararú                                               | Pankararú                        | I/E         | Unklassifizierte Sprache                                      |
| pbb   |       |        | Paez                                                    | Páez                             | I/L         | Isolierte Sprachen                                            |
| pbc   |       |        | Patamona                                                | Patamona                         | I/L         | Karibische Sprachen                                           |
| pbe   |       |        | Popoloca, Mezontla                                      | Popoloca, Mezontla               | I/L         | Popolokische Sprachen                                         |
| pbf   |       |        | Popoloca, Coyotepec                                     | Popoloca, Coyotepec              | I/L         | Popolokische Sprachen                                         |
| pbg   |       |        | Paraujano                                               | Paraujano                        | I/E         | Arawak-Sprachen                                               |
| pbh   |       |        | Panare                                                  | Eńepa                            | I/L         | Karibische Sprachen                                           |
| pbi   |       |        | Parkwa                                                  | Parkwa                           | I/L         | Tschadische Sprachen                                          |
| pbl   |       |        | Mak (Nigeria)                                           | Mak (Nigeria)                    | I/L         | Niger-Kongo-Sprachen                                          |
| pbm   |       |        | Puebla Mazatec                                          | Puebla Mazatec                   | I/L         | Mazatekische Sprachen                                         |
| pbn   |       |        | Kpasam                                                  | Kpasam                           | I/L         | Gur-Sprachen                                                  |
| pbo   |       |        | Pepel                                                   | Papel                            | I/L         | Atlantische Sprachen                                          |
| pbp   |       |        | Badyara                                                 | Badyara                          | I/L         | Atlantische Sprachen                                          |
| pbr   |       |        | Pangwa                                                  | Pangwa                           | I/L         | Bantusprachen                                                 |
| pbs   |       |        | Pame, Central                                           | Pame, Central                    | I/L         | Oto-Pame-Sprachen                                             |
| pbt   |       |        | Süd-Paschtu                                             | Pashto, Southern                 | I/L         | Iranische Sprachen                                            |
| pbu   |       |        | Nord-Paschtu                                            | Pashto, Northern                 | I/L         | Iranische Sprachen                                            |
| pbv   |       |        | Pnar                                                    | Pnar                             | I/L         | Mon-Khmer-Sprachen                                            |
| pby   |       |        | Pyu                                                     | Pyu                              | I/L         | Isolierte Sprachen                                            |
| (pbz) |       |        | Palu                                                    | Palu                             | I/L         | „Retired 2011“                                                |
| pca   |       |        | Popoloca, Santa Inés Ahuatempan                         | Popoloca, Santa Inés Ahuatempan  | I/L         | Popolokische Sprachen                                         |
| pcb   |       |        | Pear                                                    | Pear                             | I/L         | Pear-Sprachen                                                 |
| pcc   |       |        | Bouyei (Sprache)                                        | Bouyei                           | I/L         | Tai-Sprachen                                                  |
| pcd   |       |        | Picardisch                                              | Picard                           | I/L         | Galloromanische Sprachen                                      |
| pce   |       |        | Palaung, Pale                                           | Palaung, Pale                    | I/L         | Palaung-Wa-Sprachen                                           |
| pcf   |       |        | Paliyan                                                 | Paliyan                          | I/L         | Dravidische Sprachen                                          |
| pcg   |       |        | Paniya                                                  | Paniya                           | I/L         | Dravidische Sprachen                                          |
| pch   |       |        | Pardhan                                                 | Pardhan                          | I/L         | Dravidische Sprachen                                          |
| pci   |       |        | Duruwa                                                  | Duruwa                           | I/L         | Dravidische Sprachen                                          |
| pcj   |       |        | Parengi                                                 | Parenga                          | I/L         | Munda-Sprachen                                                |
| pck   |       |        | Paite                                                   | Chin, Paite                      | I/L         | Mizo-Kuki-Chin-Sprachen                                       |
| pcl   |       |        | Pardhi                                                  | Pardhi                           | I/L         | Indoarische Sprachen                                          |
| pcm   |       |        | Nigerianisches Pidgin                                   | Pidgin, Nigerian                 | I/L         | Englischbasierte Pidginsprachen                               |
| pcn   |       |        | Piti                                                    | Piti                             | I/L         | Kainji-Sprachen                                               |
| pcp   |       |        | Pacahuara                                               | Pacahuara                        | I/L         | Pano-Tacana-Sprachen                                          |
| (pcr) |       |        | Panang                                                  | Panang                           | I/L         | Tibetanische Sprachen                                         |
| pcw   |       |        | Pyapun                                                  | Pyapun                           | I/L         | Tschadische Sprachen                                          |
| pda   |       |        | Anam                                                    | Anam                             | I/L         | Madang-Adelbert-Range-Sprachen                                |
| pdc   |       |        | Pennsylvania Dutch, Pennsylvaniadeutsch, Pensilfaanisch | German, Pennsylvania             | I/L         | Westgermanische Sprachen                                      |
| pdi   |       |        | Pa Di                                                   | Pa Di                            | I/L         | Tai-Sprachen                                                  |
| pdn   |       |        | Podena                                                  | Podena                           | I/L         | Ozeanische Sprachen                                           |
| pdo   |       |        | Padoe                                                   | Padoe                            | I/L         | Bungku-Tolaki-Sprachen                                        |
| pdt   |       |        | Plautdietsch                                            | Plautdietsch                     | I/L         | Westgermanische Sprachen                                      |
| pdu   |       |        | Kayan                                                   | Kayan                            | I/L         | Karenische Sprachen                                           |
| pea   |       |        | Indonesian, Peranakan                                   | Indonesian, Peranakan            | I/L         | Malaiischbasierte Kreolsprachen                               |
| peb   |       |        | Pomo, Eastern                                           | Pomo, Eastern                    | I/E         | Pomo-Sprachen                                                 |
| (pec) |       |        | Southern Pesisir                                        | Southern Pesisir                 |             | Malayo-polynesische Sprachen                                  |
| ped   |       |        | Mala (Papua-Neuguinea)                                  | Mala (Papua New Guinea)          | I/L         | Madang-Adelbert-Range-Sprachen                                |
| pee   |       |        | Taje                                                    | Taje                             | I/L         | Tomini-Tolitoli-Sprachen                                      |
| pef   |       |        | Pomo, Northeastern                                      | Pomo, Northeastern               | I/E         | Pomo-Sprachen                                                 |
| peg   |       |        | Pengo                                                   | Pengo                            | I/L         | Dravidische Sprachen                                          |
| peh   |       |        | Bonan                                                   | Bonan                            | I/L         | Mongolische Sprachen                                          |
| pei   |       |        | Chichimeca-Jonaz                                        | Chichimeca-Jonaz                 | I/L         | Oto-Pame-Sprachen                                             |
| pej   |       |        | Pomo, Northern                                          | Pomo, Northern                   | I/E         | Pomo-Sprachen                                                 |
| pek   |       |        | Penchal                                                 | Penchal                          | I/L         | Ozeanische Sprachen                                           |
| pel   |       |        | Pekal                                                   | Pekal                            | I/L         | Malayo-Sumbawa-Sprachen                                       |
| pem   |       |        | Phende                                                  | Phende                           | I/L         | Bantusprachen                                                 |
| (pen) |       |        | Penesak                                                 | Penesak                          |             | Malayo-Sumbawa-Sprachen                                       |
| peo   |       | peo    | Altpersisch                                             | Persian, Old (ca.600-400 B.C.)   | I/H         | Iranische Sprachen                                            |
| pep   |       |        | Kunja                                                   | Kunja                            | I/L         | Trans-Fly-Bulaka-River-Sprachen                               |
| peq   |       |        | Pomo, Southern                                          | Pomo, Southern                   | I/L         | Pomo-Sprachen                                                 |
| pes   |       |        | Westpersisch, Iranisches Persisch, Farsi                | Western Farsi                    | I/L         | Iranische Sprachen                                            |
| pev   |       |        | Pémono                                                  | Pémono                           | I/L         | Karibische Sprachen                                           |
| pex   |       |        | Petats                                                  | Petats                           | I/L         | Ozeanische Sprachen                                           |
| pey   |       |        | Petjo                                                   | Petjo                            | I/L         | Niederländischbasierte Kreolsprachen                          |
| pez   |       |        | Penan, Eastern                                          | Penan, Eastern                   | I/L         | Malayo-polynesische Sprachen                                  |
| pfa   |       |        | Pááfang                                                 | Pááfang                          | I/L         | Mikronesische Sprachen                                        |
| pfe   |       |        | Peere                                                   | Peere                            | I/L         | Gur-Sprachen                                                  |
| pfl   |       |        | Pfälzisch                                               | Pfaelzisch                       | I/L         | Westgermanische Sprachen                                      |
| pga   |       |        | Juba-Arabisch, Südsudan-Arabisch                        | Arabic, Sudanese Creole          | I/L         | Arabischbasierte Pidginsprachen                               |
| pgd   |       |        | Gandhari                                                | Gāndhārī                         | I/H         | Prakrit                                                       |
| pgg   |       |        | Pangwali                                                | Pangwali                         | I/L         | Pahari-Sprachen                                               |
| pgi   |       |        | Pagi                                                    | Pagi                             | I/L         | Papuasprachen                                                 |
| pgk   |       |        | Rerep                                                   | Rerep                            | I/L         | Malakula-Sprachen                                             |
| pgl   |       |        | Archaisches Irisch                                      | Primitive Irish                  | I/A         | Goidelische Sprachen                                          |
| pgn   |       |        | Pälignisch                                              | Paelignian                       | I/A         | Italische Sprachen                                            |
| pgs   |       |        | Pangseng                                                | Pangseng                         | I/L         | Gur-Sprachen                                                  |
| pgu   |       |        | Pagu                                                    | Pagu                             | I/L         | Westpapuasprachen                                             |
| (pgy) |       |        | Pongyong                                                | Pongyong                         | I/L         | Kiranti-Sprachen                                              |
| pgz   |       |        | Papua New Guinean Sign Language                         | Papua New Guinean Sign Language  | I/L         | Gebärdensprache                                               |
| pha   |       |        | Pa-Hng                                                  | Pa-Hng                           | I/L         | Hmong-Sprachen                                                |
| phd   |       |        | Phudagi                                                 | Phudagi                          | I/L         | Indoarische Sprachen                                          |
| phg   |       |        | Phuong                                                  | Phuong                           | I/L         | Katu-Sprachen                                                 |
| phh   |       |        | Phukha                                                  | Phula                            | I/L         | Lolo-Sprachen                                                 |
| phk   |       |        | Phake                                                   | Phake                            | I/L         | Tai-Sprachen                                                  |
| phl   |       |        | Palula                                                  | Phalura                          | I/L         | Dardische Sprachen                                            |
| phm   |       |        | Phimbi                                                  | Phimbi                           | I/L         | Bantusprachen                                                 |
| phn   |       | phn    | Phönizisch, Punisch                                     | Phoenician                       | I/A         | Kanaanäische Sprachen                                         |
| pho   |       |        | Phunoi                                                  | Phunoi                           | I/L         | Lolo-Sprachen                                                 |
| phq   |       |        | Phana'                                                  | Phana'                           | I/L         | Lolo-Sprachen                                                 |
| phr   |       |        | Pahari-Potwari                                          | Pahari-Potwari                   | I/L         | Pahari-Sprachen                                               |
| pht   |       |        | Phu Thai                                                | Phu Thai                         | I/L         | Tai-Sprachen                                                  |
| phu   |       |        | Phuan                                                   | Phuan                            | I/L         | Tai-Sprachen                                                  |
| phv   |       |        | Pahlavani (afghanischer Dialekt)                        | Pahlavani                        | I/L         | Iranische Sprachen                                            |
| phw   |       |        | Phangduwali                                             | Phangduwali                      | I/L         | Kiranti-Sprachen                                              |
| pia   |       |        | Pima Bajo                                               | Pima Bajo                        | I/L         | Südliche Uto-aztekische Sprachen                              |
| pib   |       |        | Yine                                                    | Yine                             | I/L         | Arawak-Sprachen                                               |
| pic   |       |        | Pinji                                                   | Pinji                            | I/L         | Bantusprachen                                                 |
| pid   |       |        | Piaroa                                                  | Piaroa                           | I/L         | Piaroa-Sáliba-Sprachen                                        |
| pie   |       |        | Piro                                                    | Piro                             | I/E         | Kiowa-Tano-Sprachen                                           |
| pif   |       |        | Pingelapisch                                            | Pingelapese                      | I/L         | Mikronesische Sprachen                                        |
| pig   |       |        | Pisabo                                                  | Pisabo                           | I/L         | Unklassifizierte Sprache                                      |
| pih   |       |        | Pitcairn-Englisch, Pitkern, Pitcairnesisch              | Pitcairn-Norfolk                 | I/L         | Englischbasierte Kreolsprachen                                |
| (pii) |       |        | Pini                                                    | Pini                             | I/L         | „Retired 2021“                                                |
| pij   |       |        | Pijao                                                   | Pijao                            | I/E         | Unklassifizierte Sprache                                      |
| pil   |       |        | Yom                                                     | Yom                              | I/L         | Gur-Sprachen                                                  |
| pim   |       |        | Powhatan                                                | Powhatan                         | I/E         | Algonkin-Sprachen                                             |
| pin   |       |        | Piame                                                   | Piame                            | I/L         | Sepiksprachen                                                 |
| pio   |       |        | Piapoco                                                 | Piapoco                          | I/L         | Arawak-Sprachen                                               |
| pip   |       |        | Pero                                                    | Pero                             | I/L         | Tschadische Sprachen                                          |
| pir   |       |        | Piratapuyo                                              | Piratapuyo                       | I/L         | Tucano-Sprachen                                               |
| pis   |       |        | Pijin, Neu-Salomonisch, Salomonen-Pidgin                | Pijin                            | I/L         | Englischbasierte Kreolsprachen                                |
| pit   |       |        | Pitta Pitta                                             | Pitta Pitta                      | I/E         | Pama-Nyunga-Sprachen                                          |
| piu   |       |        | Pintupi-Luritja                                         | Pintupi-Luritja                  | I/L         | Pama-Nyunga-Sprachen                                          |
| piv   |       |        | Pileni, Vaeakau-Taumako                                 | Pileni                           | I/L         | Polynesische Sprachen                                         |
| piw   |       |        | Pimbwe                                                  | Pimbwe                           | I/L         | Bantusprachen                                                 |
| pix   |       |        | Piu                                                     | Piu                              | I/L         | Ozeanische Sprachen                                           |
| piy   |       |        | Piya-Kwonci                                             | Piya-Kwonci                      | I/L         | Tschadische Sprachen                                          |
| piz   |       |        | Pije                                                    | Pije                             | I/L         | Neukaledonien-Sprachen                                        |
| pjt   |       |        | Pitjantjatjara                                          | Pitjantjatjara                   | I/L         | Pama-Nyunga-Sprachen                                          |
| pka   |       |        | Ardhamagadhi                                            | Ardhamāgadhī Prākrit             | I/H         | Prakrit                                                       |
| pkb   |       |        | Pokomo                                                  | Pokomo, Upper                    | I/L         | Sabaki-Sprachen                                               |
| pkc   |       |        | Baekje                                                  | Paekche                          | I/A         | Koreanische Sprachen                                          |
| pkg   |       |        | Pak-Tong                                                | Pak-Tong                         | I/L         | Ozeanische Sprachen                                           |
| pkh   |       |        | Pangkhua                                                | Pankhu                           | I/L         | Mizo-Kuki-Chin-Sprachen                                       |
| pkn   |       |        | Pakanha                                                 | Pakanha                          | I/L         | Wik-Sprachen                                                  |
| pko   |       |        | Pökoot                                                  | Pökoot                           | I/L         | Nilotische Sprachen                                           |
| pkp   |       |        | Pukapukanisch                                           | Pukapuka                         | I/L         | Polynesische Sprachen                                         |
| pkr   |       |        | Attapady Kurumba                                        | Attapady Kurumba                 | I/L         | Dravidische Sprachen                                          |
| pks   |       |        | Pakistanische Gebärdensprache                           | Pakistan Sign Language           | I/L         | Indo-Pakistanische Gebärdensprachen                           |
| pkt   |       |        | Maleng                                                  | Maleng                           | I/L         | Vietische Sprachen                                            |
| pku   |       |        | Paku                                                    | Paku                             | I/L         | Barito-Sprachen                                               |
| pla   |       |        | Miani                                                   | Miani                            | I/L         | Madang-Adelbert-Range-Sprachen                                |
| plb   |       |        | Polonombauk                                             | Polonombauk                      | I/L         | Ozeanische Sprachen                                           |
| plc   |       |        | Palawano, Central                                       | Palawano, Central                | I/L         | Palawan-Sprachen                                              |
| pld   |       |        | Polari                                                  | Polari                           | I/L         | Westgermanische Sprachen, Sondersprache                       |
| ple   |       |        | Palu'e                                                  | Palu'e                           | I/L         | Zentral-malayo-polynesische Sprachen                          |
| plg   |       |        | Pilagá                                                  | Pilagá                           | I/L         | Mataco-Guaicurú-Sprachen                                      |
| plh   |       |        | Paulohi                                                 | Paulohi                          | I/L         | Zentral-Molukken-Sprachen                                     |
| pli   | pi    | pli    | Pali                                                    | Pali                             | I/A         | Prakrit                                                       |
| plj   |       |        | Polci                                                   | Polci                            | I/L         | Tschadische Sprachen                                          |
| plk   |       |        | Shina, Kohistani                                        | Shina, Kohistani                 | I/L         | Dardische Sprachen                                            |
| pll   |       |        | Palaung, Shwe                                           | Palaung, Shwe                    | I/L         | Palaung-Wa-Sprachen                                           |
| (plm) |       |        | Palembang                                               | Palembang                        |             | Malayo-Sumbawa-Sprachen                                       |
| pln   |       |        | Palenquero                                              | Palenquero                       | I/L         | Spanischbasierte Kreolsprachen, Kikongobasierte Kreolsprachen |
| plo   |       |        | Olutekisch, Oluta-Popoluca                              | Popoluca, Oluta                  | I/L         | Mixe-Zoque-Sprachen                                           |
| (plp) |       |        | Palpa                                                   | Palpa                            | I/L         | „There is no evidence that the language exists.“              |
| plq   |       |        | Palaisch                                                | Palaic                           | I/A         | Anatolische Sprachen                                          |
| plr   |       |        | Palaka                                                  | Senoufo, Palaka                  | I/L         | Senufo-Sprachen                                               |
| pls   |       |        | Popoloca, San Marcos Tlalcoyalco                        | Popoloca, San Marcos Tlalcoyalco | I/L         | Popolokische Sprachen                                         |
| plt   |       |        | Malagasy, Plateau                                       | Malagasy, Plateau                | I/L         | Ost-Barito-Malagasy-Sprachen                                  |
| plu   |       |        | Palikúr                                                 | Palikúr                          | I/L         | Arawak-Sprachen                                               |
| plv   |       |        | Palawano, Southwest                                     | Palawano, Southwest              | I/L         | Palawan-Sprachen                                              |
| plw   |       |        | Brooke's Point Palawano                                 | Palawano, Brooke's Point         | I/L         | Palawan-Sprachen                                              |
| ply   |       |        | Bolyu                                                   | Bolyu                            | I/L         | Mon-Khmer-Sprachen                                            |
| plz   |       |        | Paluan                                                  | Paluan                           | I/L         | Sabah-Sprachen                                                |
| pma   |       |        | Paama                                                   | Paama                            | I/L         | Zentral-Vanuatu-Sprachen                                      |
| pmb   |       |        | Pambia                                                  | Pambia                           | I/L         | Zande-Sprachen                                                |
| (pmc) |       |        | Palumata                                                | Palumata                         | I/E         | „Duplicate of [huw] Hukumina“ 01/2016                         |
| pmd   |       |        | Pallanganmiddang                                        | Pallanganmiddang                 | I/E         | Pama-Nyunga-Sprachen                                          |
| pme   |       |        | Pwaamei                                                 | Pwaamei                          | I/L         | Neukaledonien-Sprachen                                        |
| pmf   |       |        | Pamona                                                  | Pamona                           | I/L         | Kaili-Pamona-Sprachen                                         |
| pmh   |       |        | Maharashtri                                             | Māhārāṣṭri Prākrit               | I/H         | Prakrit                                                       |
| pmi   |       |        | Nördliches Pumi                                         | Pumi, Northern                   | I/L         | Qiang-Gyalrong-Sprachen                                       |
| pmj   |       |        | Südliches Pumi                                          | Pumi, Southern                   | I/L         | Qiang-Gyalrong-Sprachen                                       |
| pmk   |       |        | Pamlico                                                 | Pamlico                          | I/E         | Algonkin-Sprachen                                             |
| pml   |       |        | Lingua franca                                           | Lingua Franca                    | I/E         | Pidgin-Sprachen                                               |
| pmm   |       |        | Pol                                                     | Pomo                             | I/L         | Bantusprachen                                                 |
| pmn   |       |        | Pam                                                     | Pam                              | I/L         | Mbum-Day-Sprachen                                             |
| pmo   |       |        | Pom                                                     | Pom                              | I/L         | Malayo-polynesische Sprachen                                  |
| pmq   |       |        | Pame, Northern                                          | Pame, Northern                   | I/L         | Oto-Pame-Sprachen                                             |
| pmr   |       |        | Paynamar                                                | Paynamar                         | I/L         | Madang-Adelbert-Range-Sprachen                                |
| pms   |       |        | Piemontesisch                                           | Piedmontese                      | I/L         | Romanische Sprachen                                           |
| pmt   |       |        | Tuamotuisch, Paumotuisch                                | Tuamotuan                        | I/L         | Polynesische Sprachen                                         |
| (pmu) |       |        | Panjabi, Mirpur                                         | Panjabi, Mirpur                  | I/L         | Indoarische Sprachen                                          |
| pmw   |       |        | Miwok, Plains                                           | Miwok, Plains                    | I/L         | Miwok-Sprachen                                                |
| pmx   |       |        | Naga, Poumei                                            | Naga, Poumei                     | I/L         | Angami-Pochuri-Naga-Sprachen                                  |
| pmy   |       |        | Papuan Malay                                            | Papuan Malay                     | I/L         | Malaiischbasierte Kreolsprachen                               |
| pmz   |       |        | Süd-Paamesisch                                          | Pame, Southern                   | I/E         | Oto-Pame-Sprachen                                             |
| pna   |       |        | Punan Bah-Biau                                          | Punan Bah-Biau                   | I/L         | Malayo-polynesische Sprachen                                  |
| pnb   |       |        | Westpanjabi, West-Pandschabisch                         | Panjabi, Western                 | I/L         | Indoarische Sprachen                                          |
| pnc   |       |        | Pannei                                                  | Pannei                           | I/L         | Süd-Sulawesische Sprachen                                     |
| pnd   |       |        | Mpinda                                                  | Mpinda                           | I/L         | Bantusprachen                                                 |
| pne   |       |        | Penan, Western                                          | Penan, Western                   | I/L         | Malayo-polynesische Sprachen                                  |
| png   |       |        | Pongu                                                   | Pongu                            | I/L         | Kainji-Sprachen                                               |
| pnh   |       |        | Penrhynesisch                                           | Penrhyn                          | I/L         | Polynesische Sprachen                                         |
| pni   |       |        | Aoheng                                                  | Aoheng                           | I/L         | Kayan-Murik-Sprachen                                          |
| pnj   |       |        | Pinjarup                                                | Pinjarup                         | I/E         | Pama-Nyunga-Sprachen                                          |
| pnk   |       |        | Paunaka                                                 | Paunaka                          | I/L         | Arawak-Sprachen                                               |
| pnl   |       |        | Paleni                                                  | Paleni                           | I/L         | Niger-Kongo-Sprachen                                          |
| pnm   |       |        | Punan Batu 1                                            | Punan Batu 1                     | I/L         | Malayo-polynesische Sprachen                                  |
| pnn   |       |        | Pinai-Hagahai                                           | Pinai-Hagahai                    | I/L         | Piawi-Sprachen                                                |
| pno   |       |        | Pano, Wariapano                                         | Panobo                           | I/E         | Pano-Tacana-Sprachen                                          |
| pnp   |       |        | Pancana                                                 | Pancana                          | I/L         | Muna-Buton-Sprachen                                           |
| pnq   |       |        | Pana (Burkina Faso)                                     | Pana (Burkina Faso)              | I/L         | Gurunsi-Sprachen                                              |
| pnr   |       |        | Panim                                                   | Panim                            | I/L         | Madang-Adelbert-Range-Sprachen                                |
| pns   |       |        | Ponosakan                                               | Ponosakan                        | I/L         | Gorontalo-Mongondow-Sprachen                                  |
| pnt   |       |        | Pontisch                                                | Pontic                           | I/L         | Indogermanische Sprachen                                      |
| pnu   |       |        | Bunu, Jiongnai                                          | Bunu, Jiongnai                   | I/L         | Hmong-Sprachen                                                |
| pnv   |       |        | Pinigura                                                | Pinigura                         | I/L         | Pama-Nyunga-Sprachen                                          |
| pnw   |       |        | Panytyima                                               | Panytyima                        | I/L         | Pama-Nyunga-Sprachen                                          |
| pnx   |       |        | Phong-Kniang                                            | Phong-Kniang                     | I/L         | Khmu-Sprachen                                                 |
| pny   |       |        | Pinyin                                                  | Pinyin                           | I/L         | Graslandsprachen                                              |
| pnz   |       |        | Pana                                                    | Pana (Central African Republic)  | I/L         | Mbum-Day-Sprachen                                             |
| (poa) |       |        | Pokomam, Eastern                                        | Pokomam, Eastern                 | I/L         | Maya-Sprachen                                                 |
| (pob) |       |        | Pokomchí, Western                                       | Pokomchí, Western                | I/L         | Maya-Sprachen                                                 |
| poc   |       |        | Pocomam                                                 | Pokomam, Central                 | I/L         | Maya-Sprachen                                                 |
| (pod) |       |        | Ponares                                                 | Ponares                          | I/E         | „There is no evidence that the language exists.“              |
| poe   |       |        | Popoloca, San Juan Atzingo                              | Popoloca, San Juan Atzingo       | I/L         | Popolokische Sprachen                                         |
| pof   |       |        | Poke                                                    | Poke                             | I/L         | Bantusprachen                                                 |
| pog   |       |        | Potiguára                                               | Potiguára                        | I/E         | Tupí-Guaraní-Sprachen                                         |
| poh   |       |        | Pocomchí                                                | Pokomchí, Eastern                | I/L         | Maya-Sprachen                                                 |
| poi   |       |        | Sierra-Popoluca                                         | Popoluca, Highland               | I/L         | Mixe-Zoque-Sprachen                                           |
| (poj) |       |        | Lower Pokomo                                            | Lower Pokomo                     |             | Sabaki-Sprachen                                               |
| pok   |       |        | Pokangá                                                 | Pokangá                          | I/L         | Tucano-Sprachen                                               |
| pol   | pl    | pol    | Polnisch                                                | Polish                           | I/L         | Westslawische Sprachen                                        |
| pom   |       |        | Pomo, Southeastern                                      | Pomo, Southeastern               | I/L         | Pomo-Sprachen                                                 |
| pon   |       | pon    | Pohnpeianisch                                           | Pohnpeian                        | I/L         | Mikronesische Sprachen                                        |
| poo   |       |        | Pomo, Central                                           | Pomo, Central                    | I/E         | Pomo-Sprachen                                                 |
| pop   |       |        | Pwapwa                                                  | Pwapwa                           | I/L         | Neukaledonien-Sprachen                                        |
| poq   |       |        | Texistepec-Popoluca                                     | Popoluca, Texistepec             | I/L         | Mixe-Zoque-Sprachen                                           |
| por   | pt    | por    | Portugiesisch                                           | Portuguese                       | I/L         | Iberoromanische Sprachen                                      |
| pos   |       |        | Sayultekisch, Sayula-Popoluca                           | Popoluca, Sayula                 | I/L         | Mixe-Zoque-Sprachen                                           |
| pot   |       |        | Potawatomi                                              | Potawatomi                       | I/L         | Algonkin-Sprachen                                             |
| (pou) |       |        | Pokomam, Southern                                       | Pokomam, Southern                | I/L         | Maya-Sprachen                                                 |
| pov   |       |        | Guineabissauisches Kreol                                | Crioulo, Upper Guinea            | I/L         | Portugiesischbasierte Kreolsprachen                           |
| pow   |       |        | Popoloca, San Felipe Otlaltepec                         | Popoloca, San Felipe Otlaltepec  | I/L         | Popolokische Sprachen                                         |
| pox   |       |        | Polabisch                                               | Polabian                         | I/E         | Westslawische Sprachen                                        |
| poy   |       |        | Pogolo                                                  | Pogolo                           | I/L         | Bantusprachen                                                 |
| (ppa) |       |        | Pao                                                     | Pao                              | I/L         | Indoarische Sprachen                                          |
| ppe   |       |        | Papi                                                    | Papi                             | I/L         | Sepiksprachen                                                 |
| ppi   |       |        | Paipai                                                  | Paipai                           | I/L         | Cochimí-Yuma-Sprachen                                         |
| ppk   |       |        | Uma                                                     | Uma                              | I/L         | Kaili-Pamona-Sprachen                                         |
| ppl   |       |        | Nawat                                                   | Pipil                            | I/L         | Nahuatl-Sprachen                                              |
| ppm   |       |        | Papuma                                                  | Papuma                           | I/L         | Malayo-polynesische Sprachen                                  |
| ppn   |       |        | Papapana                                                | Papapana                         | I/L         | Ozeanische Sprachen                                           |
| ppo   |       |        | Folopa                                                  | Folopa                           | I/L         | Papuasprachen                                                 |
| ppp   |       |        | Pelende                                                 | Pelende                          | I/L         | Bantusprachen                                                 |
| ppq   |       |        | Pei                                                     | Pei                              | I/L         | Sepiksprachen                                                 |
| (ppr) |       |        | Piru                                                    | Piru                             | I/L         | Malayo-polynesische Sprachen                                  |
| pps   |       |        | Popoloca, San Luís Temalacayuca                         | Popoloca, San Luís Temalacayuca  | I/L         | Popolokische Sprachen                                         |
| ppt   |       |        | Pare                                                    | Pare                             | I/L         | Papuasprachen                                                 |
| ppu   |       |        | Popora, Hoanya                                          | Papora                           | I/E         | Formosa-Sprachen                                              |
| (ppv) |       |        | Papavô                                                  | Papavô                           | I/L         | „name given to several uncontacted groups“                    |
| pqa   |       |        | Pa'a                                                    | Pa'a                             | I/L         | Tschadische Sprachen                                          |
| pqm   |       |        | Malecite-Passamaquoddy                                  | Malecite-Passamaquoddy           | I/L         | Algonkin-Sprachen                                             |
| (prb) |       |        | Lua'                                                    | Lua'                             | I/L         | „There is no evidence that the language exists.“              |
| prc   |       |        | Paratschi                                               | Parachi                          | I/L         | Iranische Sprachen                                            |
| prd   |       |        | Dari (Persian)                                          | Dari (Persian)                   | I/L         | „an ethnicity, not a language“                                |
| pre   |       |        | Principensisch                                          | Principense                      | I/L         | Portugiesischbasierte Kreolsprachen                           |
| prf   |       |        | Paranan                                                 | Paranan                          | I/L         | Nord-Luzon-Sprachen                                           |
| prg   |       |        | Altpreußisch                                            | Prussian                         | I/L         | Baltische Sprachen                                            |
| prh   |       |        | Porohanon                                               | Porohanon                        | I/L         | Visayassprachen                                               |
| pri   |       |        | Paicî                                                   | Paicî                            | I/L         | Neukaledonien-Sprachen                                        |
| prk   |       |        | Parauk                                                  | Parauk                           | I/L         | Palaung-Wa-Sprachen                                           |
| prl   |       |        | Peruanische Gebärdensprache                             | Peruvian Sign Language           | I/L         | Gebärdensprache                                               |
| prm   |       |        | Kibiri                                                  | Kibiri                           | I/L         | Papuasprachen                                                 |
| prn   |       |        | Prasuni                                                 | Prasuni                          | I/L         | Nuristani-Sprachen                                            |
| pro   |       | pro    | Altprovenzalisch                                        | Provençal, Old (to 1500)         | I/H         | Romanische Sprachen                                           |
| (prp) |       |        | Parsi                                                   | Parsi                            | I/L         | „merged into [guj] Gujarati“ 01/2023                          |
| prq   |       |        | Ashéninka Perené                                        | Ashéninka Perené                 | I/L         | Arawak-Sprachen                                               |
| prr   |       |        | Purí                                                    | Puri                             | I/E         | Macro-Ge-Sprachen                                             |
| prs   |       |        | Dari, afghanisches Persisch                             | Persian (Dari)                   | I/L         | Iranische Sprachen                                            |
| prt   |       |        | Phai                                                    | Phai                             | I/L         | Khmu-Sprachen                                                 |
| pru   |       |        | Puragi                                                  | Puragi                           | I/L         | Papuasprachen                                                 |
| (prv) |       |        | Provenzalisch, Provençal                                | Provençal                        |             | Romanische Sprachen                                           |
| prw   |       |        | Parawen                                                 | Parawen                          | I/L         | Madang-Adelbert-Range-Sprachen                                |
| prx   |       |        | Purik                                                   | Purik                            | I/L         | Tibetanische Sprachen                                         |
| (pry) |       |        | Pray 3                                                  | Pray 3                           | I/L         | Khmu-Sprachen                                                 |
| prz   |       |        | Providencia Sign Language                               | Providencia Sign Language        | I/L         | Gebärdensprache                                               |
| psa   |       |        | Awyu, Asue                                              | Awyu, Asue                       | I/L         | Zentral-und-Süd-Neuguinea-Sprachen                            |
| psc   |       |        | Persische Gebärdensprache                               | Persian Sign Language            | I/L         | Gebärdensprache                                               |
| psd   |       |        | Plains Indian Sign Language                             | Plains Indian Sign Language      | I/L         | Gebärdensprache                                               |
| pse   |       |        | Central Malay                                           | Central Malay                    | I/L         | Malayo-Sumbawa-Sprachen                                       |
| psg   |       |        | Penang-Gebärdensprache                                  | Penang Sign Language             | I/L         | Gebärdensprache                                               |
| psh   |       |        | Südwest-Pashai                                          | Pashayi, Southwest               | I/L         | Dardische Sprachen                                            |
| psi   |       |        | Südost-Pashai                                           | Pashayi, Southeast               | I/L         | Dardische Sprachen                                            |
| psl   |       |        | Puerto-ricanische Gebärdensprache                       | Puerto Rican Sign Language       | I/L         | Gebärdensprache                                               |
| psm   |       |        | Pauserna                                                | Pauserna                         | I/E         | Tupí-Guaraní-Sprachen                                         |
| psn   |       |        | Panasuan                                                | Panasuan                         | I/L         | Süd-Sulawesische Sprachen                                     |
| pso   |       |        | Polnische Gebärdensprache                               | Polish Sign Language             | I/L         | Deutsche Gebärdensprachen                                     |
| psp   |       |        | Philippinische Gebärdensprache                          | Philippine Sign Language         | I/L         | Amerikanische Gebärdensprachen                                |
| psq   |       |        | Pasi                                                    | Pasi                             | I/L         | Sepiksprachen                                                 |
| psr   |       |        | Portugiesische Gebärdensprache                          | Portuguese Sign Language         | I/L         | Schwedische Gebärdensprachen                                  |
| pss   |       |        | Kaulong                                                 | Kaulong                          | I/L         | Ozeanische Sprachen                                           |
| pst   |       |        | Zentral-Paschtu                                         | Pashto, Central                  | I/L         | Iranische Sprachen                                            |
| psu   |       |        | Shauraseni                                              | Sauraseni Prākrit                | I/H         | Prakrit                                                       |
| psw   |       |        | Port Sandwich                                           | Port Sandwich                    | I/L         | Malakula-Sprachen                                             |
| psy   |       |        | Piscataway                                              | Piscataway                       | I/E         | Algonkin-Sprachen                                             |
| pta   |       |        | Pai Tavytera                                            | Pai Tavytera                     | I/L         | Tupí-Guaraní-Sprachen                                         |
| pth   |       |        | Pataxó-Hăhaăi                                           | Pataxó-Hăhaăi                    | I/E         | Macro-Ge-Sprachen                                             |
| pti   |       |        | Pintiini                                                | Pintiini                         | I/L         | Pama-Nyunga-Sprachen                                          |
| ptn   |       |        | Patani                                                  | Patani                           | I/L         | Ost-malayo-polynesische Sprachen                              |
| pto   |       |        | Zo'é                                                    | Zo'é                             | I/L         | Tupí-Guaraní-Sprachen                                         |
| ptp   |       |        | Patep                                                   | Patep                            | I/L         | Ozeanische Sprachen                                           |
| ptq   |       |        | Pattapu                                                 | Pattapu                          | I/L         | Dravidische Sprachen                                          |
| ptr   |       |        | Piamatsina                                              | Piamatsina                       | I/L         | West-Santo-Sprachen                                           |
| ptt   |       |        | Enrekang                                                | Enrekang                         | I/L         | Süd-Sulawesische Sprachen                                     |
| ptu   |       |        | Bambam                                                  | Bambam                           | I/L         | Süd-Sulawesische Sprachen                                     |
| ptv   |       |        | Port Vato                                               | Port Vato                        | I/L         | Zentral-Vanuatu-Sprachen                                      |
| ptw   |       |        | Pentlatch                                               | Pentlatch                        | I/E         | Salish-Sprachen                                               |
| pty   |       |        | Pathiya                                                 | Pathiya                          | I/L         | Dravidische Sprachen                                          |
| pua   |       |        | Westliches Hochland-Purépecha                           | Purepecha, Western Highland      | I/L         | Isolierte Sprachen                                            |
| pub   |       |        | Purum                                                   | Purum                            | I/L         | Mizo-Kuki-Chin-Sprachen                                       |
| puc   |       |        | Punan Merap                                             | Punan Merap                      | I/L         | Malayo-polynesische Sprachen                                  |
| pud   |       |        | Punan Aput                                              | Punan Aput                       | I/L         | Kayan-Murik-Sprachen                                          |
| pue   |       |        | Puelche                                                 | Puelche                          | I/E         | Chon-Sprachen                                                 |
| puf   |       |        | Punan Merah                                             | Punan Merah                      | I/L         | Kayan-Murik-Sprachen                                          |
| pug   |       |        | Phuie                                                   | Phuie                            | I/L         | Gurunsi-Sprachen                                              |
| pui   |       |        | Puinave                                                 | Puinave                          | I/L         | Isolierte Sprachen                                            |
| puj   |       |        | Punan Tubu                                              | Punan Tubu                       | I/L         | Nord-Sarawak-Sprachen                                         |
| (puk) |       |        | Pu Ko                                                   | Pu Ko                            | I/L         | „No substantive evidence that the language ever existed.“     |
| pum   |       |        | Puma                                                    | Puma                             | I/L         | Kiranti-Sprachen                                              |
| (pun) |       |        | Pubian                                                  | Pubian                           |             | Malayo-polynesische Sprachen                                  |
| puo   |       |        | Puoc                                                    | Puoc                             | I/L         | Khmu-Sprachen                                                 |
| pup   |       |        | Pulabu                                                  | Pulabu                           | I/L         | Madang-Adelbert-Range-Sprachen                                |
| puq   |       |        | Puquina                                                 | Puquina                          | I/E         | Unklassifizierte Sprache                                      |
| pur   |       |        | Puruborá                                                | Puruborá                         | I/L         | Tupí-Sprachen                                                 |
| pus   | ps    | pus    | Paschtu(nisch)                                          | Pushto                           | M/L         | Iranische Sprachen                                            |
| put   |       |        | Putoh                                                   | Putoh                            | I/L         | Nord-Sarawak-Sprachen                                         |
| puu   |       |        | Punu                                                    | Punu                             | I/L         | Bantusprachen                                                 |
| puw   |       |        | Puluwatesisch                                           | Puluwatese                       | I/L         | Mikronesische Sprachen                                        |
| pux   |       |        | Puari                                                   | Puari                            | I/L         | Skosprachen                                                   |
| puy   |       |        | Purisimeño                                              | Purisimeńo                       | I/E         | Chumash-Sprachen                                              |
| (puz) |       |        | Naga, Purum                                             | Naga, Purum                      | I/L         | Mizo-Kuki-Chin-Sprachen                                       |
| pwa   |       |        | Pawaia                                                  | Pawaia                           | I/L         | Papuasprachen                                                 |
| pwb   |       |        | Panawa                                                  | Panawa                           | I/L         | Kainji-Sprachen                                               |
| pwg   |       |        | Gapapaiwa                                               | Gapapaiwa                        | I/L         | Ozeanische Sprachen                                           |
| pwi   |       |        | Patwin                                                  | Patwin                           | I/E         | Wintuan-Sprachen                                              |
| pwm   |       |        | Molbog                                                  | Molbog                           | I/L         | Palawan-Sprachen                                              |
| pwn   |       |        | Paiwan                                                  | Paiwan                           | I/L         | Formosa-Sprachen                                              |
| pwo   |       |        | Karen, Pwo Western                                      | Karen, Pwo Western               | I/L         | Karenische Sprachen                                           |
| pwr   |       |        | Powari                                                  | Powari                           | I/L         | Hindi-Sprachen                                                |
| pww   |       |        | Karen, Pwo Northern                                     | Karen, Pwo Northern              | I/L         | Karenische Sprachen                                           |
| pxm   |       |        | Quetzaltepec-Mixe                                       | Mixe, Quetzaltepec               | I/L         | Mixe-Zoque-Sprachen                                           |
| pye   |       |        | Krumen, Pye                                             | Krumen, Pye                      | I/L         | Kru-Sprachen                                                  |
| pym   |       |        | Fyam                                                    | Fyam                             | I/L         | Plateau-Sprachen                                              |
| pyn   |       |        | Puimaua                                                 | Poyanáwa                         | I/L         | Pano-Tacana-Sprachen                                          |
| pys   |       |        | Paraguayische Gebärdensprache                           | Paraguayan Sign Language         | I/L         | Gebärdensprache                                               |
| pyu   |       |        | Puyuma                                                  | Puyuma                           | I/L         | Formosa-Sprachen                                              |
| pyx   |       |        | Pyu                                                     | Pyu (Burma)                      | I/A         | Tibetobirmanische Sprachen                                    |
| pyy   |       |        | Pyen                                                    | Pyen                             | I/L         | Lolo-Sprachen                                                 |
| pzn   |       |        | Para Naga                                               | Para Naga                        | I/L         | Kuki-Chin-Naga-Sprachen                                       |